# Cleidion minahassae
Cleidion minahassae är en törelväxtart som beskrevs av Ferdinand Albin Pax och Käthe Hoffmann. Cleidion minahassae ingår i släktet Cleidion och familjen törelväxter. Inga underarter finns listade i Catalogue of Life.